# Ceramica di Urbino
La ceramica di Urbino più essere definita come una continuazione della produzione della ceramica di Casteldurante (l'attuale Urbania), perché il ceramista Niccolò Pellipario nel 1521 si trasferì da Casteldurante ad Urbino, rinnovando lo stile della maiolica locale e dando origine ad una dinastia di maiolicari che assunse il cognome Fontana.

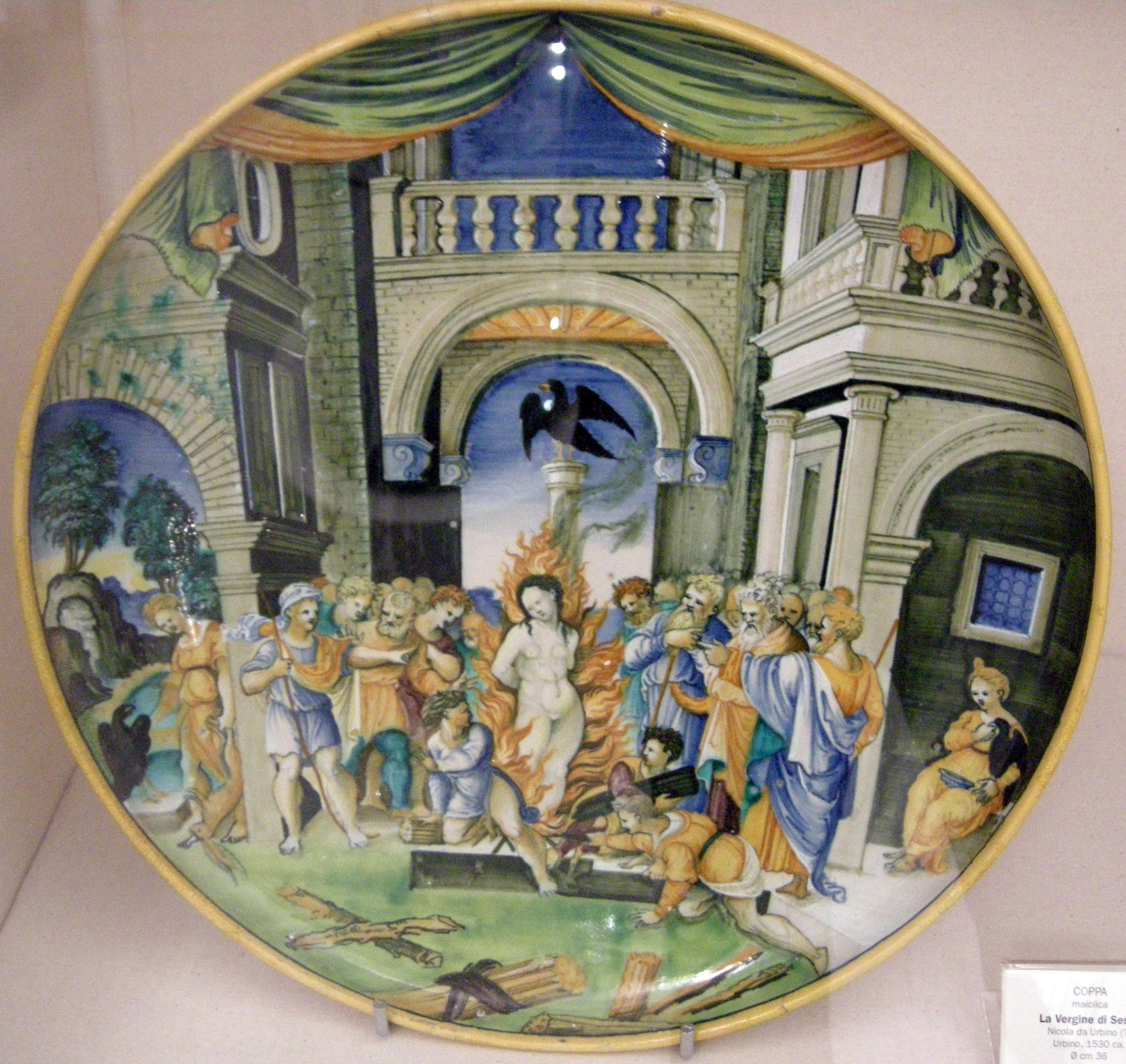
Maiolica di Urbino, Nicola da Urbino, Vergine di Sesto, 1530 circa, Musei civici (Pesaro)

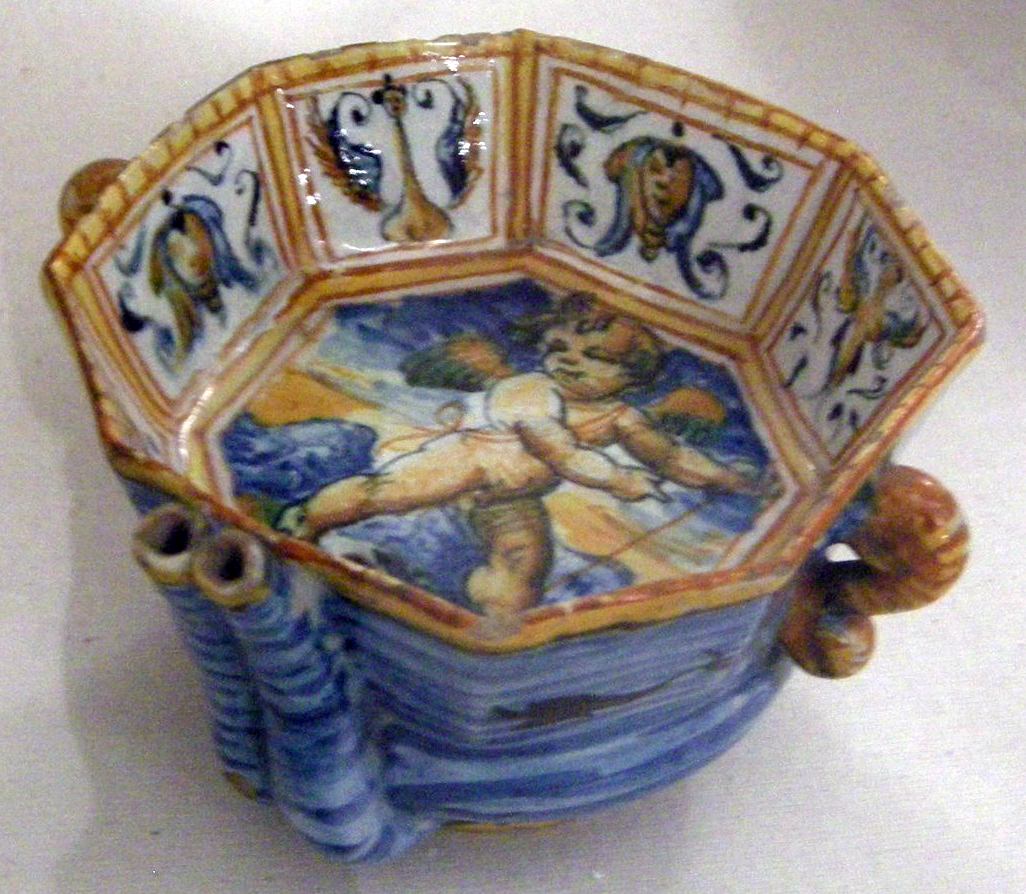
Maiolica di Urbino, Ludovico e Angelo Picchi, Coppa con gara musicale tra Apollo e Pan, 1560-1565, Musei civici (Pesaro)

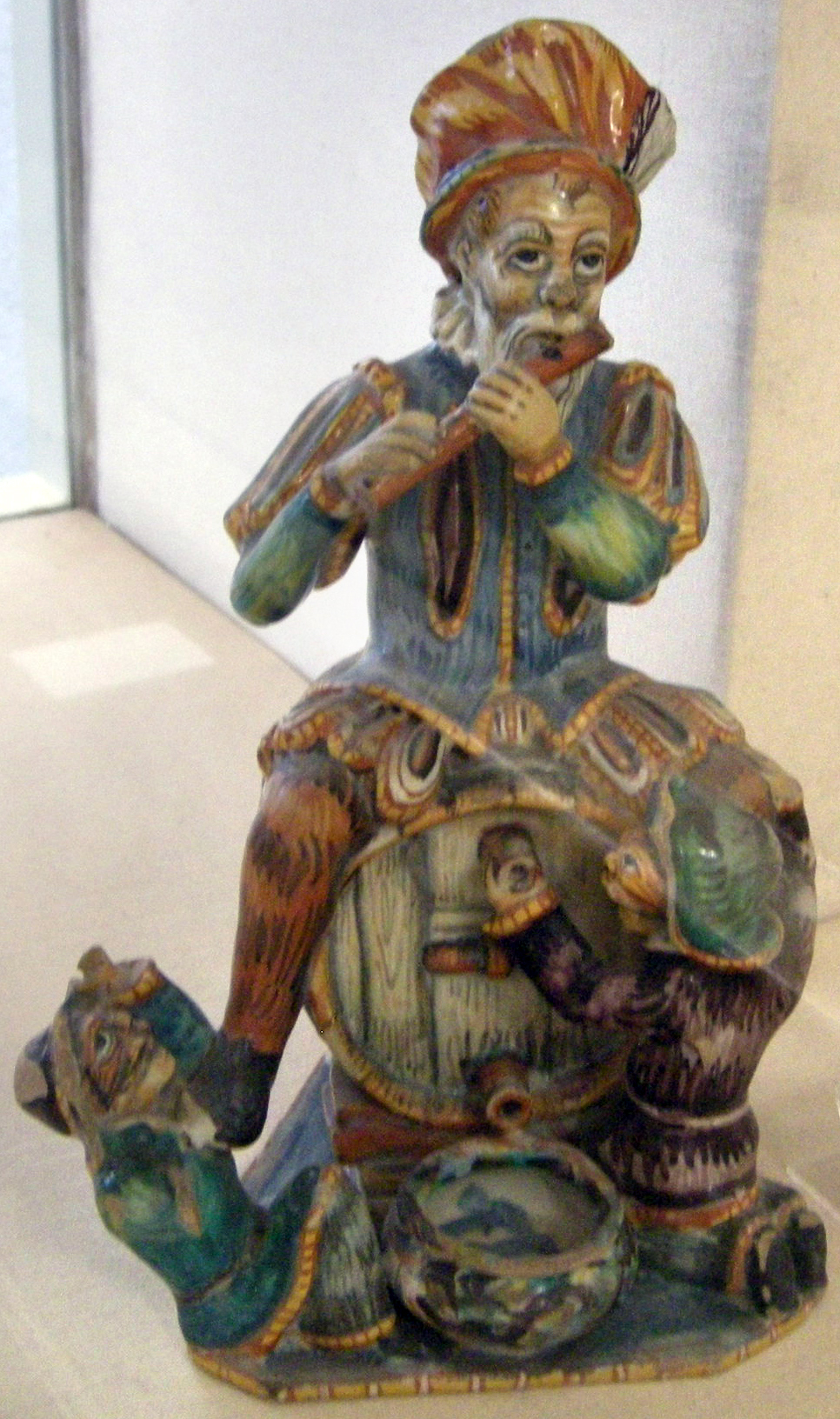
Maiolica di Urbino, Suonatore di piffero, 1550-1590 circa, Musei civici (Pesaro)

## Storia
Sono stati ritrovati ad Urbino frammenti ceramici e un boccale, risalenti all'ultimo quarto del Quattrocento; ma la produzione locale di maiolica istoriata - con decorazioni a grottesca, a raffaellesca e a cammeo - che rappresenta un vanto per questa città, risale al Cinquecento. Le scene erano tratte da episodi di poemi epici cavallereschi, dalla mitologia classica e dalla Bibbia, attraverso la mediazione di incisioni dell'epoca. Del 1523 è una piastrella in maiolica blu monocroma, di scuola forlivese, raffigurante la Tentazione. Eva offre ad Adamo il frutto proibito.
Si affermarono poi i ceramisti Giulio da Urbino (attivo dal 1533 al 1569) e Nicola da Urbino. La famiglia Fontana, oltre a Niccolò Pellipario, si distinse con Guido Fontana (1490-1576) noto anche come Guido Durantino, con Orazio Fontana (morto nel 1571), con Camillo Fontana (circa 1525-post 1589) e con Flaminio Fontana. Ceramisti erano anche i Patanazzi e Alfonso è il più noto; ma il ceramista urbinate per eccellenza è stato Francesco Xanto Avelli. Era nato tuttavia a Rovigo, ma è stato allievo di Pellipario. Aveva una tavolozza splendente, dalle tinte robuste eppure armoniche: arancio, giallo, avorio, verde, bruno scuro. Molti suoi pezzi sono stati da lui firmati e datati e alcuni, lustrati da Mastro Giorgio (Mastro Giorgio Andreoli), furono controfirmati dal lustratore. Si tratta di vere opere pittoriche, stese su ceramica invece che su tavola o su tela.
Una produzione novecentesca fu quella della manifattura Ceramica di Urbino, nata nel 1950 da tre soci che provenivano dalla Scuola d'Arte di Pesaro e da un ceramista di Faenza. La ditta, il cui marchio era una cornucopia, rimase attiva fino al 1953. Oggi sono prodotte copie di ceramiche cinquecentesche, con lo stemma di Urbino.

### Nei musei
Un vaso di maiolica di Urbino, creato nella bottega "Fontana e Patanazzi" (in un determinato periodo, componenti delle due famiglie lavorarono insieme), con Caino e Abele, 1580 circa, è alla National Gallery of Victoria, a Melbourne. Tre piatti istoriati sono a Firenze, a Palazzo Davanzati e altri piatti sono al Castello di Fontainebleau. Il piatto istoriato con Alessandro Magno incontra Diogene di Sinope è al Musée des beaux-arts (Lione). Il piatto con Glauco e Scilla - un episodio tratto dalle Metamorfosi di Publio Ovidio Nasone - è al Germanisches Nationalmuseum (Norimberga). Maioliche istoriate, prodotte dai Fontana e da Francesco Xanto Avelli, sono ritenute assai pregiate e sono presenti in molti musei.